# Фрамполь
Фрамполь (пол. Frampol)  —  город  в Польше, входит в Люблинское воеводство,  Билгорайский повят.  Имеет статус городско-сельской гмины. Занимает площадь 4,67 км². Население — 1440 человек (на 2004 год).

## История
В первые дни Второй мировой войны город был полностью разрушен немецкой авиацией. Ковровые бомбардировки при нападении немецких войск на Польшу не носили массовый характер, однако именно Фрамполь был разрушен, чтобы протестировать эффективность и точность бомбардировок с воздуха.